# De lotgevallen van Klaasje Zevenster

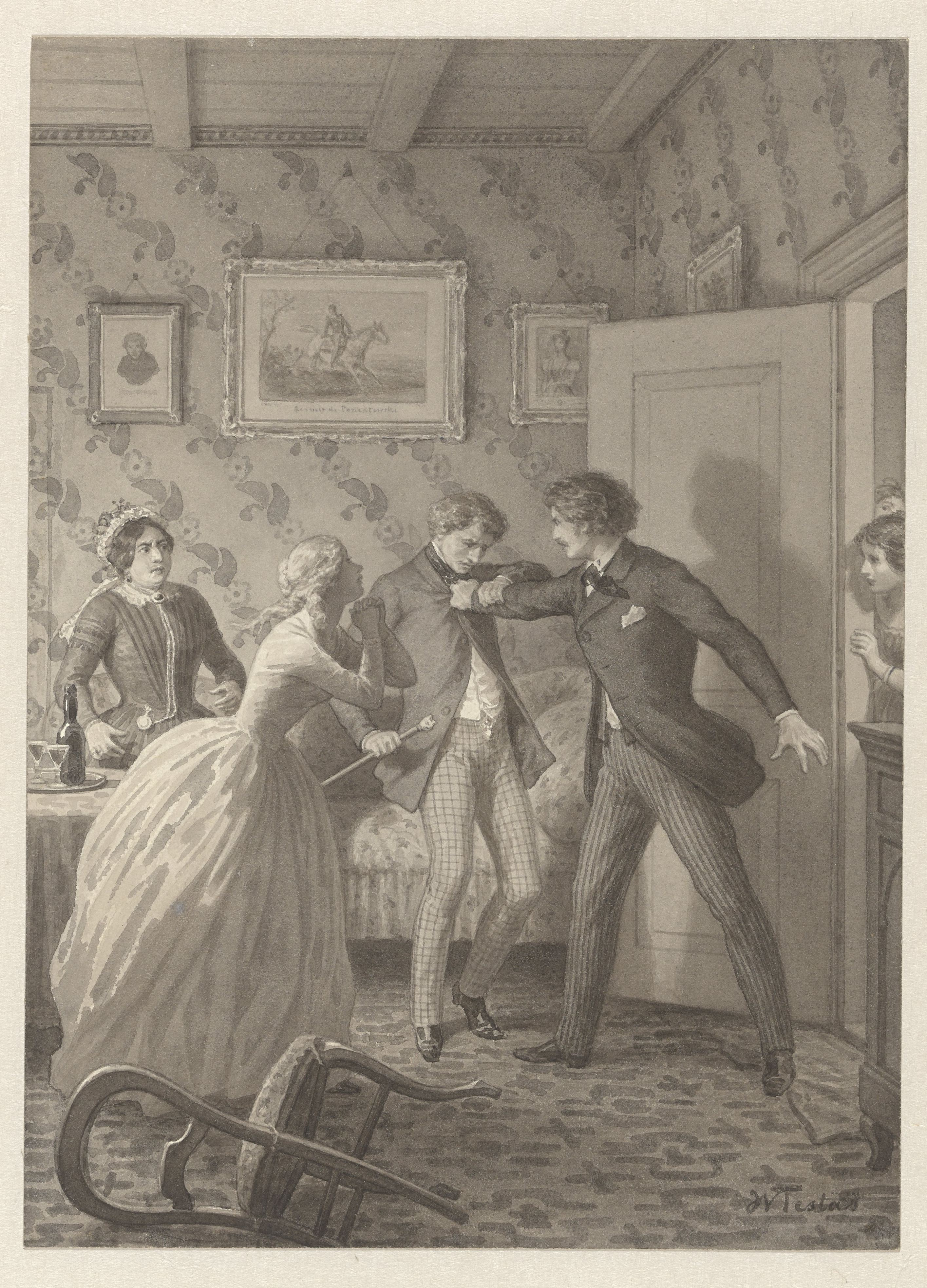
Nicolette wordt in het bordeel ontzet door een van haar zeven pleegvaders, Galjart.

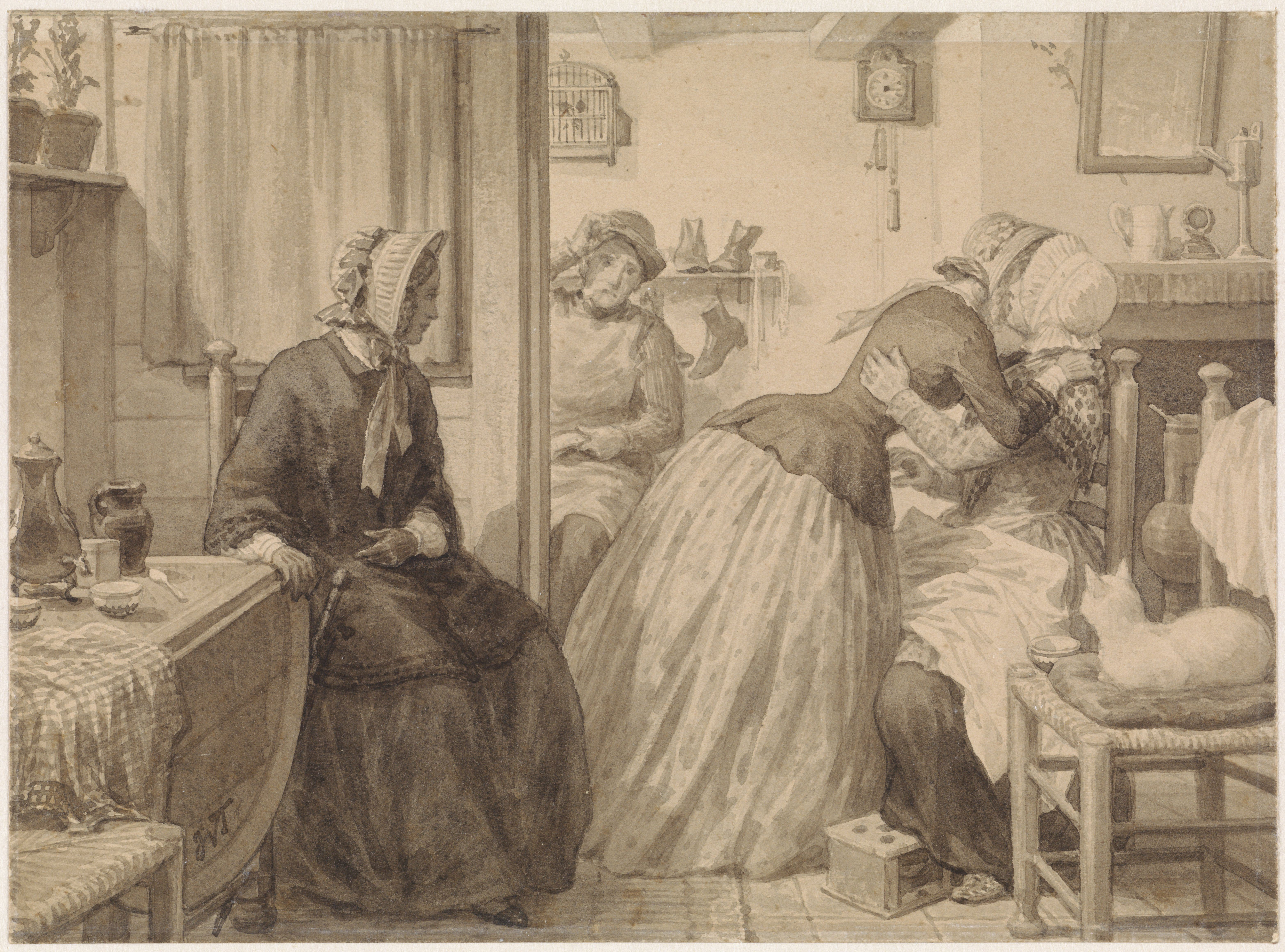
De terugkeer van Klaasje Zevenster bij haar moeder

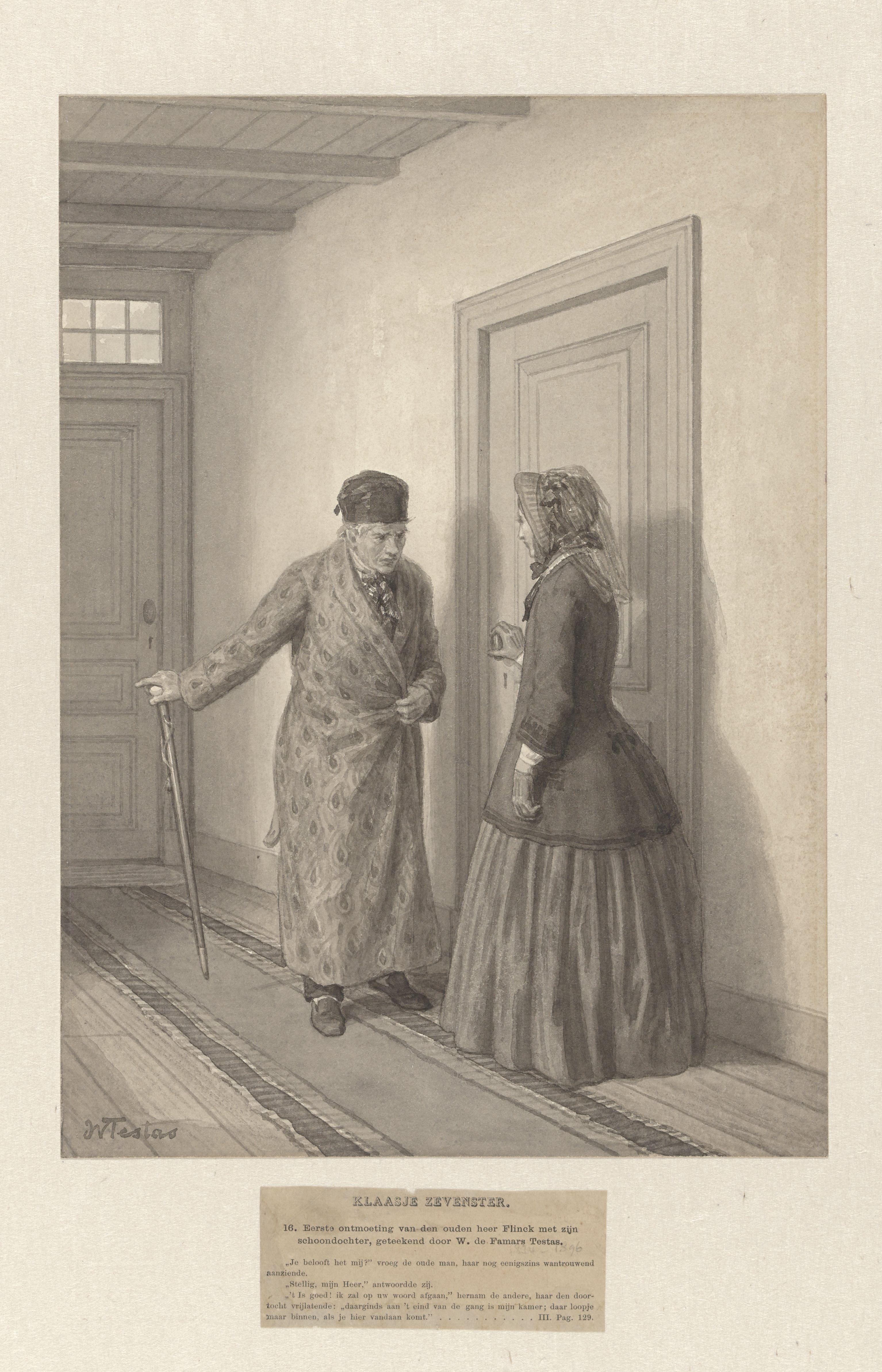
Eerste ontmoeting van de oude heer Flinck met zijn schoondochter

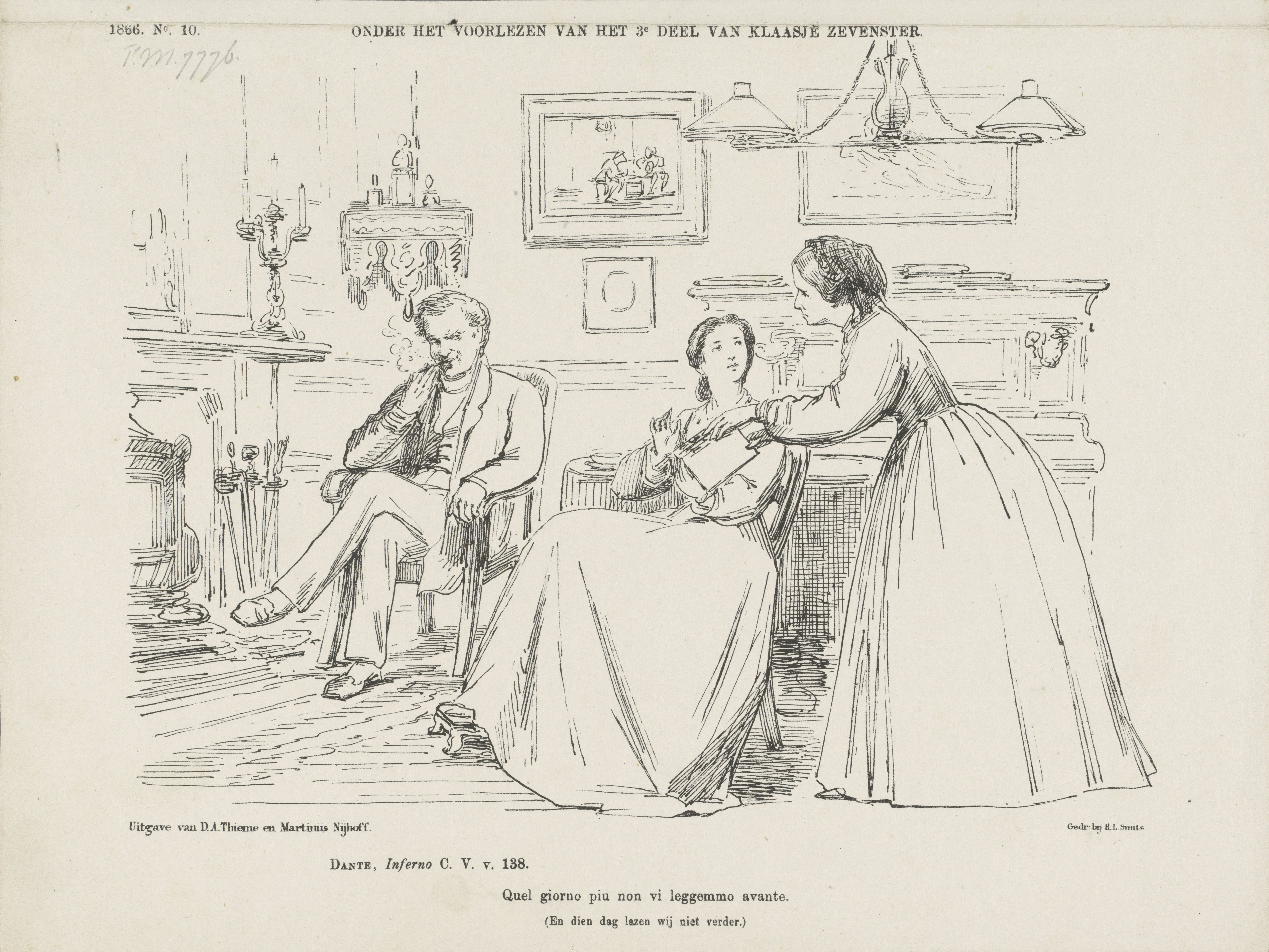
Spotprent over deel 3 van Klaasje Zevenster. Een moeder ontneemt haar dochter het boek waarin zij zat te lezen. Plaat verschenen bij het weekblad De Nederlandsche Spectator, nr. 10, 10 maart 1866.

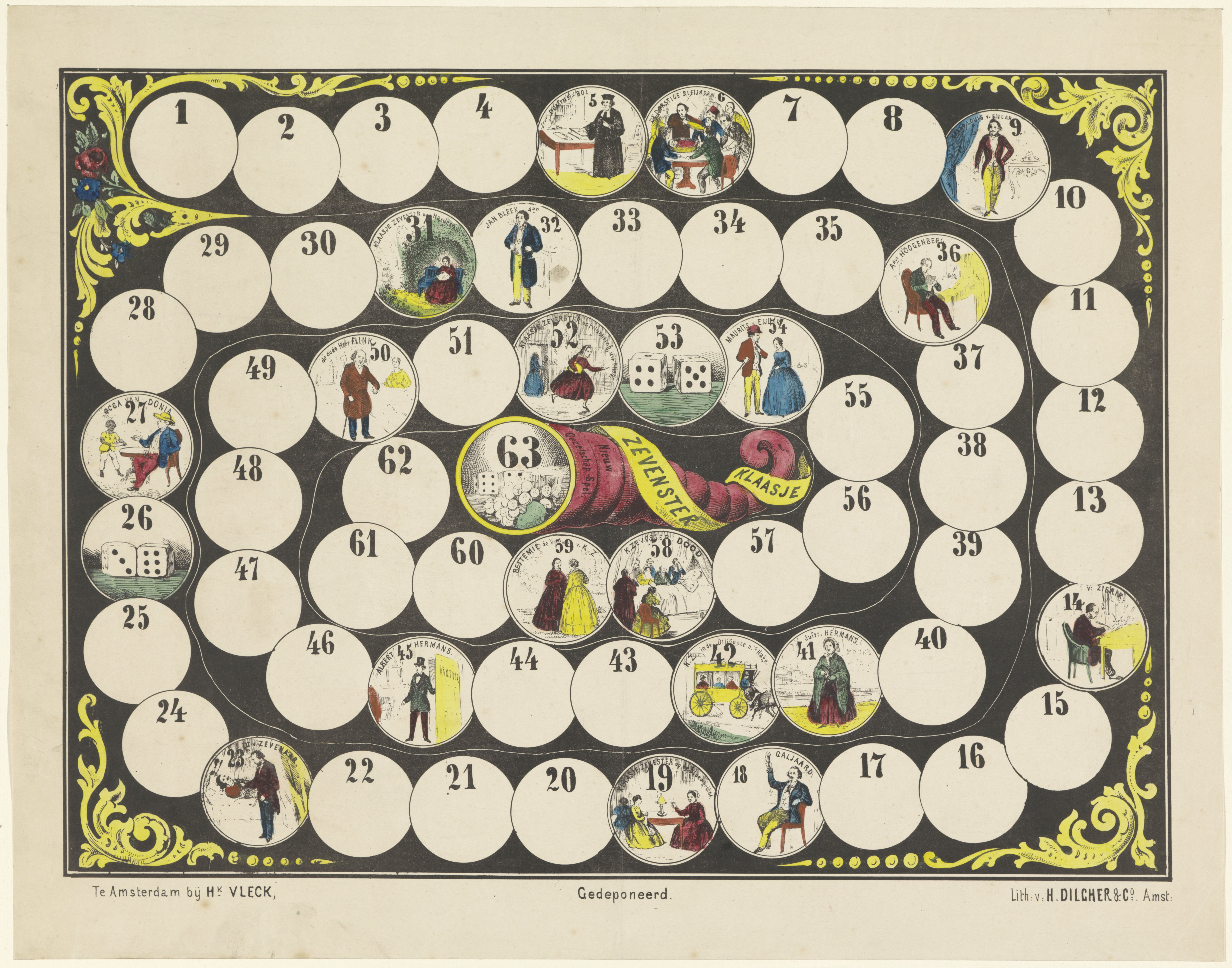
Bordspel met vakjes genummerd van 1 tot en met 63, met figuren uit de roman.

De lotgevallen van Klaasje Zevenster is een vijfdelige historische roman uit 1865 en 1866, geschreven door Jacob van Lennep. De boeken werden zeer populair in de 19e eeuw. Maar het boek wekte ook grote opschudding omdat Nicolette een bordeel betreedt (deel 3). Van Lennep heeft jaren over de serie geschreven, zijn vorige roman, Elisabeth Musch, verscheen in 1851. Het waren gelijk ook zijn laatste boeken, Van Lennep overleed twee jaar na het verschijnen van het laatste deel van de serie.

## Verhaal
Het verhaal van Klaasje Zevenster gaat over een te vondeling gelegd pasgeboren meisje, dat gevonden wordt door een vriendenclub van zeven studenten. Ze besluiten samen zorg te dragen voor het opgroeien van het meisje. Haar vroege jeugd in de jaren '20 van de 19e eeuw wordt slechts in enkele hoofdstukken begrepen. Uiteindelijk komt Klaasje terecht bij een van de studenten, de predikant Bol. Deze woont in het fictieve Gelderse Hardenstein. Klaasje, die in de latere delen Nicolette wordt genoemd, beleeft er een onbezorgde jeugd en wordt gewaardeerd door haar omgeving. Dit eindigt wanneer de jonge graaf Maurits verliefd op haar wordt. Nicolette wijst het verzoek af vanwege het standsverschil, ondanks hun werderkerige gevoelens. Ze vertrekt naar Den Haag om als gouvernante te gaan werken. Hier komt Nicolette in conflict met haar werkgever, mevrouw van Zierik. Ze vlucht naar een vrouw die ze eerder in de trein naar Den Haag heeft ontmoet, mevrouw Mont-Athos (een bordeelhoudster, maar dat weet Nicolette niet). Daar aangekomen wordt ze ziek en verblijft enige weken in het huis van mevrouw Mont-Athos waar haar langzaam duidelijk wordt waar ze zich bevindt. Als ze hersteld is wordt ze lastiggevallen door haar eerste klant, de baron van Tilbury, een kennis van het Haagse huishouden. Een andere klant (een van haar zeven pleegvaders) redt haar uit handen van de baron. Nicolette vlucht naar Amsterdam. Na veel verwikkelingen blijkt ze van goede afkomst te zijn, waarop ze wordt herenigd met haar adellijke moeder en haar zeer rijke grootvader van vaderszijde en wordt gezuiverd van elke blaam over haar verblijf in het bordeel. Graaf Maurits heeft al die tijd op Nicolette, die eigenlijk Madeleine blijkt te heten, gewacht en wil met haar in het huwelijk treden. Zij kan het verleden echter niet van zich afzetten. Ondanks de tegenspraak van haar eigen omgeving blijft zij ervan overtuigd, dat de maand die zij in het bordeel doorgebracht heeft, haar in aller ogen tot een onfatsoenlijke vrouw maakt. Gesloopt door haar schokkende ervaringen komt Klaasje een ziekte niet meer te boven: ze sterft aan tubercolose.
Reeds in de 19e eeuw kreeg Van Lennep kritiek op het einde van het boek. Hij had het onrecht niet mogen laten zegevieren, maar Klaasje de kracht moeten geven om het hoofd te bieden aan alle lasterlijke praatjes. Dat Klaasjes dood een verdergaande betekenis had dan die van een tragisch einde van het verhaal valt op te maken uit een ingezonden brief die Van Lennep schreef voor de Allgemeine Zeitung van 19 september 1867. Hierin reageerde hij op de Duitse vertaling Hänschen Siebenstern, waarin de vertaler het einde van het verhaal had veranderd door Nicolette te laten trouwen met Maurits van Eylar. Van Lennep schrijft:
Dat aandoenlijke sterfbed van het onschuldige meisje dat voortdurend voelt hoe die smet onuitwisbaar op haar blijft kleven en eindelijk aan haar zielskwaal bezwijkt, is juist datgene wat velen hier te lande met de strekking van mijn boek verzoend heeft. Het nieuwe slot voldoet misschien aan de onnadenkende massa, maar geenszins aan de aesthetiek.
Vervolgens merkt hij op dat ‘de zedelijke strekking’ van zijn boek miskend werd en er aan ‘de daarin gegeven les’ werd voorbijgegaan. Die les houdt in dat er aan de gevolgen van de prostitutie niet te ontkomen valt: wie eenmaal ten val is gebracht, door eigen schuld zoals Rosalie of door toedoen van anderen zoals Klaasje, is verloren. Van Lennep stelt in zijn boek dat het nodig is meisjes en vrouwen te waarschuwen voor het kwaad. Die waarschuwing lijkt de belangrijkste boodschap van zijn boek.
Het is niet uit te sluiten dat juist de kritiek op de bordeelscenes de nieuwsgierigheid van de lezers opwekte. De critici spraken over een boek `verderfelijker dan de zedelooste roman’ en een `apologie van de wellust’. Na het derde deel stegen de oplages echter verder en volgden de drukken elkaar nog sneller op.
Er verschenen uiteindelijk elf drukken, waarvan de laatste in 1903, ook werden verschillende toneelspelen van het boek gemaakt. Karen Peters die in 1990 de doctoraalscriptie schreef ‘Een schandelijk boek. Klaasje Zevenster en opvattingen over zedelijkheid in de negentiende eeuw' spreekt zelfs over een Klaasje Zevenstermanie. In 2018 is een moderne herdruk verschenen, aangepast door Gera de Bruijn.

## Klaasje Zevenster is niet dood
In 1867 verscheen het boek Klaasje Zevenster is niet dood. Dit boek is anoniem verschenen, als schrijver wordt genoemd 'één der pleiaden', naar de naam van de studentenvereniging, waar Klaasje te vondeling werd gelegd. Dit boek beschrijft een alternatief einde aan de boekenreeks, waarbij Klaasje niet sterft.

## Vernoemingen
Er bestaan twee Klaasje Zevensterstraten in Nederland, namelijk in Amstelveen en in Hoogvliet. Verder is een verpleeghuis in Amstelveen naar haar vernoemd.

## Externe verwijzingen
- Klaasje Zevenster(1866) op website Digitale Bibliotheek voor de Nederlandse Letteren (DBNL)
- 'Een schandelijk boek. Klaasje Zevenster en opvattingen over prostitutie in de negentiende eeuw', artikel door Karen Peters
- Klaasje Zevenster op Librivox, voorgelezen door Anna Simon